# ウィリアム・ド・ワーレン (初代サリー伯)
初代サリー伯、ルイス領主およびヴァレンヌ領主ウィリアム・ド・ワーレン（William de Warenne, 1st Earl of Surrey, 1035年頃 - 1088年6月24日）は、ノルマン貴族。ウィリアム2世によりサリー伯に叙せられた。1066年のヘイスティングズの戦いにおいてウィリアム征服王の下で戦ったことが文書で確認できる数少ない人物の一人。1086年のドゥームズデイ・ブックの時点では、13州に広大な領地を所有しており、その中にはルイス領（現在、イースト・サセックスとウェスト・サセックスに分割されている地域）も含まれていた。

## ノルマン・コンクエスト以前
ウィリアムは、ラドゥルフまたはラルフ・ド・ワーレンとエマの息子であり、ノルマンディー公リシャール1世の妻グンノールの姉妹の子孫であると伝えられている。年代記作者ロベール・ド・トリニーは、ギヨーム・ド・ジュミエージュの『Gesta Normannorum Ducum』への加筆において、ウィリアム・ド・ワーレンとアングロ＝ノルマン貴族ロジャー・ド・モーティマーは共にグンノールの無名の姪の息子であると記している。ロベールの系図はいくぶん混乱しており、両者をウォルター・ド・サン・マルタンの息子としている一方で、他の箇所ではロジャーをウィリアムの息子としている。また、ロベールの系譜のいくつかは世代数が少なすぎるように思われる。オルデリック・ヴィタリスは、ウィリアムをロジャーの「血縁者」（従兄弟、より一般的には兄弟ではない近親関係を表す用語）と記しており、ロジャー・ド・モーティマーはウィリアムより一世代年上であったと思われる。
特許状には、ワーレンと関係のある人物が複数記録されている。ラドゥルフ・ド・ワーレンという人物は2つの特許状に登場する。1つは1027年から1035年、もう1つは1050年頃のもので、妻ベアトリスの名前が記されている。1059年には、ラドゥルフと妻エマ、そして息子のラドゥルフとウィリアムが登場する。これらの記述は、1人の男性ラドゥルフに妻が複数いたと一般的に考えられてきた。ベアトリスはウィリアムの母であり、ロベール・ド・トリニーが記述したグンノールの姪と同一人物である。しかし、1059年の特許状には、ウィリアムの母としてエマの名前が明記されている。
現存する特許状を再評価した結果、キャサリン・キーツ＝ローハンは、ロベール・ド・トリニーが他の場所と同様に2世代を1世代に圧縮したと示唆した。ラドゥルフ1世とベアトリスはラドゥルフ2世・ド・ワレンヌとロジャー・ド・モーティマーの両親であり、ラドゥルフ・ド・ワーレンの息子であるロジャーは1040年または1053年の勅許状に登場している。一方、ラドゥルフ2世はエマと結婚し、1059年の特許状に証明されているように、ノルマンディーの相続人としてラドゥルフ3世とウィリアムという息子をもうけた。ヴァスコイユ村との関連から、ワーレン家の祖先は、1054年から1060年にかけてこの村に現れたルーアン子爵テッセランの娘で未亡人のベアトリスであることが判明した。ロベール・ド・トリニーは、別のルーアン子爵がグンノールの姪と結婚したことを示しており、おそらくベアトリスを通じてウィリアム・ド・ワーレンがグンノールの家族と結びついたことを示唆している。
ウィリアムは、ノルマンディー公領アルク＝ラ＝バタイユ近郊のヴァレンヌ村（現在のセーヌ＝マリティムのベランコンブル）の出身であった。
ノルマンディー公としてのウィリアム1世の治世初期、ラドゥルフ・ド・ワーレンは大地主ではなく、次男のウィリアム・ド・ワーレンも家系の小さな領地を相続する立場になかった。1052年から1054年の反乱の間、若きウィリアム・ド・ワーレンはノルマンディー公への忠誠を示し、モルテメールの戦いで活躍した。その功績により、親族のロジェ・ド・モルテメールから没収した、モルテメール城とその領地の大部分を報酬として与えられた。
ほぼ同時期に、ウィリアムはベランコンブルの領地も獲得し、その中には後にウィリアム・ド・ワーレンのノルマンディーにおける領地の中心地となる城も含まれていた。

## ノルマン・コンクェスト
ウィリアムは、ハロルド2世のイングランド王位継承に反対する決定が下された際、ノルマンディー公ウィリアムによりリルボンヌ会議に召集されたノルマン貴族の一人であった。ウィリアムはヘイスティングズの戦いに参加し、多くの領地を報酬として与えられた。ドゥームズデイ・ブックによると、ウィリアムの領地は13の州にまたがっており、その中にはサセックスの重要なルイス領、ノーフォーク、サフォーク、エセックスのいくつかの荘園、ヨークシャーの主要な荘園であるコニスボロー、そして本拠地となったノーフォークのキャッスル・エーカーが含まれていた。
ウィリアムは、1066年のヘイスティングズの戦いで戦ったことが確認されているウィリアム征服王の数少ない貴族の一人である。1071年にイーリー島で反乱軍と戦い、前年にウィリアムの義兄弟フレデリックを殺害したヘリワード・ザ・ウェイクを追撃することに強い意欲を示した。
ヘリワードは矢を放ち、ウィリアムを落馬させたとされている。

## ノルマン・コンクェスト後
1078年から1082年の間、ウィリアムと妻グンドレッドはローマへ向かい、その途中で修道院を訪問した。ブルゴーニュでは、神聖ローマ皇帝ハインリヒ4世と教皇グレゴリウス7世との戦争により足止めをうけた。二人はフランスのクリュニー修道院を訪れ、修道士たちとその献身的な姿勢に深く感銘を受け、イングランドの自らの領地にクリュニー修道院を設立することを決意した。ウィリアムは修道院の建物を修復し、自分たちの修道院に人材を派遣してもらうため、クリュニー修道院長ユーグに使者を送った。ユーグは当初乗り気ではなかったが、最終的には数人の修道士を派遣し、その中には後に初代修道院長となるラズロも含まれていた。こうして設立された修道院は、聖パンクラティウスに捧げられたルイス修道院で、イングランド初のクリュニー修道院となった。
ウィリアムは、反乱を起こした領主たちによるサン＝シュザンヌ包囲戦において国王を支援した。ウィリアム2世への忠誠に対し、ウィリアムはおそらく1088年初頭にサリー伯に叙せられた。1088年の反乱において、ペヴェンシー城の第一次包囲戦で致命傷を負い、1088年6月24日にルイス（現在のイースト・サセックス）で亡くなった。ウィリアムは自ら創設したルイス修道院のチャプターハウスの妻ガンドレッドの隣に埋葬された。

## 結婚と子女
ウィリアム・ド・ワーレンは、1070年より前に、グンドレッドと結婚した。グンドレッドは初代チェスター伯ガーボド・ザ・フレミングの妹であった。
ウィリアムは2度目にリチャード・グエットの姉妹と結婚した。2度目の妻はウィリアムより長生きした。
最初の妻グンドレッドとの間に以下の子女をもうけた。
- ウィリアム（1138年没） - 第2代サリー伯。初代レスター伯ロバート・ド・ボーモンの未亡人エリザベート・ド・ヴェルマンドワと結婚した[33]。
- エディス - グルネー＝アン＝ブレイ領主ジェラール・ド・グルネーと結婚、ドリュー1世・ド・モンシーと再婚[34]
- レイノルド（1106/8年頃没[35]） - 母からフランドルの領地を継承した[34]
- 娘 - エルニス・ド・クーロンスと結婚[36]

2度目の妻との間には子供は生まれなかった。